# أنت محبوبي
أنت محبوبي (بالإنجليزية: Rabb Se Hai Dua) هو مسلسل تلفزيوني درامي هندي باللغة الهندية تم عرضه لأول مرة في 28 نوفمبر 2022 على قناة زي تي في وهو متاح رقميًا على زي فايف. تم دبلجته بالعربية على قناة زي ألوان، تم إنتاج الفيلم بواسطة براتيك شارما، وكان من بطولة أديتي شارما، كارانفير شارما وريتشا راثور سابقًا. من فبراير 2024 إلى ديسمبر 2024، قام ببطولته يشا روغاني وديراج دوبار وسيرات كابور في دور الجيل الثاني.

## وصلات خارجية
- أنت محبوبي على موقع IMDb (الإنجليزية)
- أنت محبوبي على موقع قاعدة بيانات الأفلام العربية
- أنت محبوبي على موقع قاعدة بيانات الفيلم (الإنجليزية)